# جيسي برانش
جيسي برانش (بالإنجليزية: Jesse Branch)‏ هو لاعب كرة قدم أمريكية ولاعب كرة قدم كندية أمريكي، ولد في 1 فبراير 1941 في باين بلاف في الولايات المتحدة.

## وصلات خارجية
- جيسي برانش على موقع قاعة ميسوري للمشاهير الرياضية (الإنجليزية)